# Monte Selletta
Il monte Selletta (2.574 m s.l.m.) è una montagna delle Alpi Cozie che si trova in Piemonte  (Città metropolitana di Torino).

## Descrizione

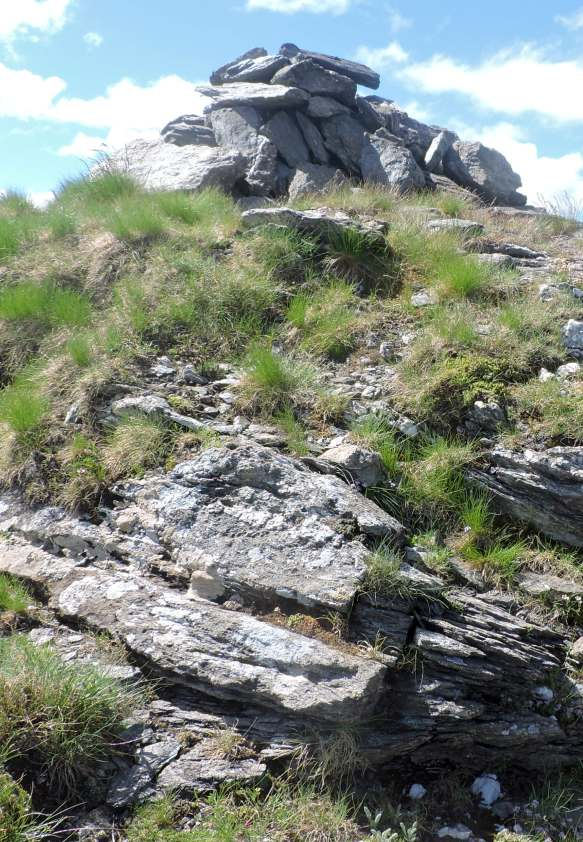
L'ometto sulla cima

La montagna si trova sullo spartiacque tra il Vallone di Rodoretto e il solco principale della Val Germanasca. Il Colletto della Fontana (2.505 m) la divide verso sud-ovest dalla Punta Vergia, mentre il crinale prosegue verso nord-est esaurendosi nei pressi della confluenza tra il rio di Rodoretto e il Germanasca. Amministrativamente appartiene al comune di Prali.

## Salita alla vetta
Si può salire sulla vetta partendo da Ghigo di Prali oppure dalla borgata Coste di Rodoretto. La difficoltà di accesso estivo è valutata di grado E (escursionismo medio). La salita invernale con gli sci dal vallone di Rodoretto è considerata di difficoltà BSA.

## Cartografia
- Cartografia ufficiale italiana dell'Istituto Geografico Militare (IGM) in scala 1:25.000 e 1:100.000, consultabile on line
- 5 - Val Germanasca e Val Chisone, scala 1:25.000, ed. Fraternali
- 1 - Valli di Susa, Chisone e Germanasca, scala 1:50.000, ed. IGC - Istituto Geografico Centrale